# Saue (commune)
Saue est une commune rurale estonienne située dans le comté de Harju en Estonie.

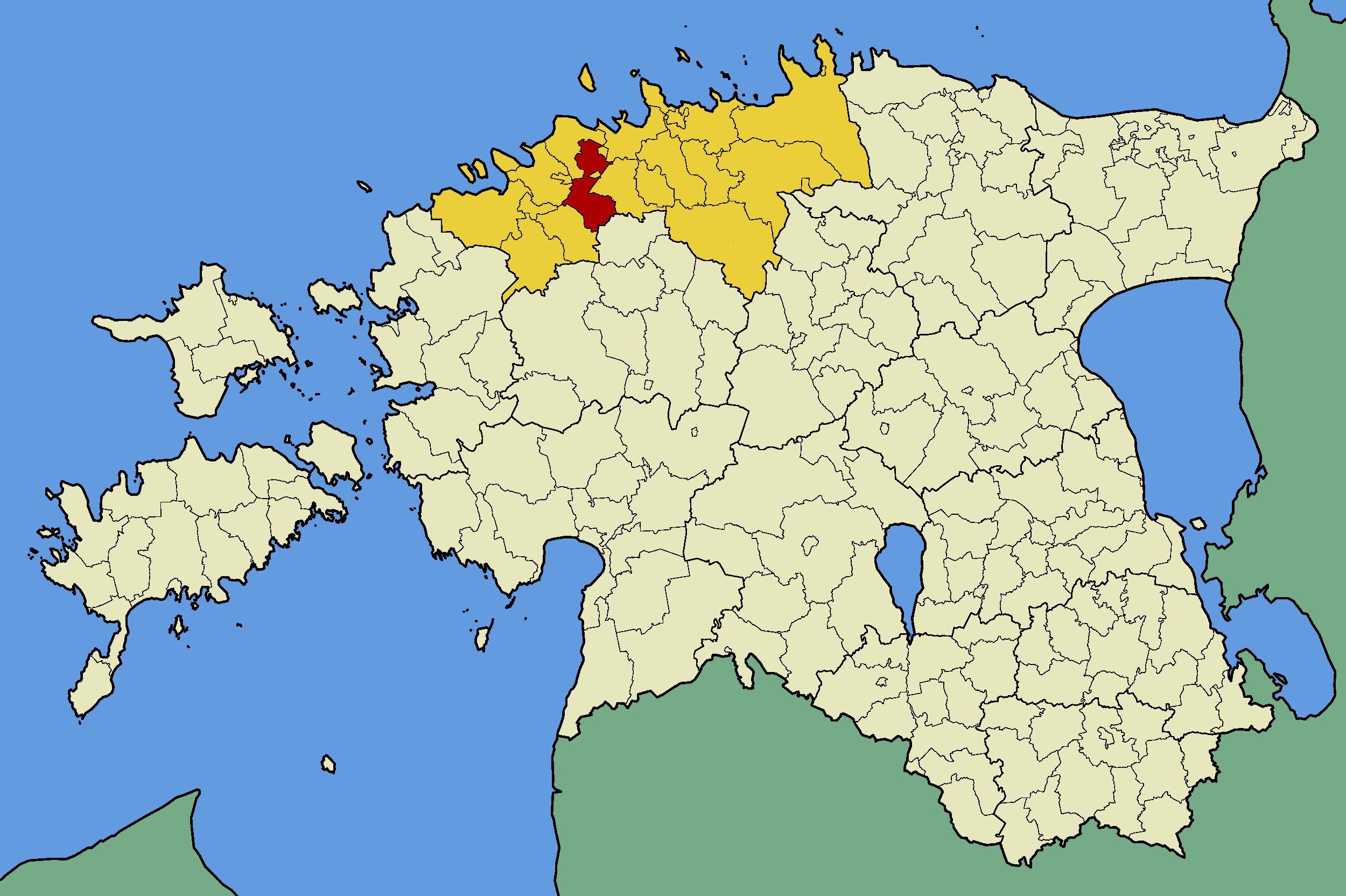
Commune de Saue (rouge)
dans le Harjumaa (jaune).

## Géographie
Située non loin de Tallinn dont elle constitue une banlieue verte, elle entoure la commune urbaine de Saue. 
La partie sud de la commune est couverte de forêt, la partie nord est largement utilisée à des fins agricoles. Les plus grands cours d'eau qui traversent la commune de Saue sont le fleuve Keila et la rivière Vääna. 
Sur le territoire des villages de Tagametsa et Pärinurme se trouve le grand marais de Vaharu.
La ligne de Tallinn à Keila, la route européenne 67 et la route 11167 traversent la commune.
Sa population compte 10212 habitants(01.01.2012). Elle s'étend sur 197 km2.

## Municipalité
La commune englobe les territoires du bourg de Laagri et des 16 villages suivants: Ääsmäe, Aila, Alliku, Hüüru, Jõgisoo, Kiia, Koppelmaa, Maidla, Pällu, Pärinurme, Püha, Tagametsa, Tuula, Valingu, Vanamõisa, Vatsla.
Son centre administratif est le bourg de Laagri.

## Galerie

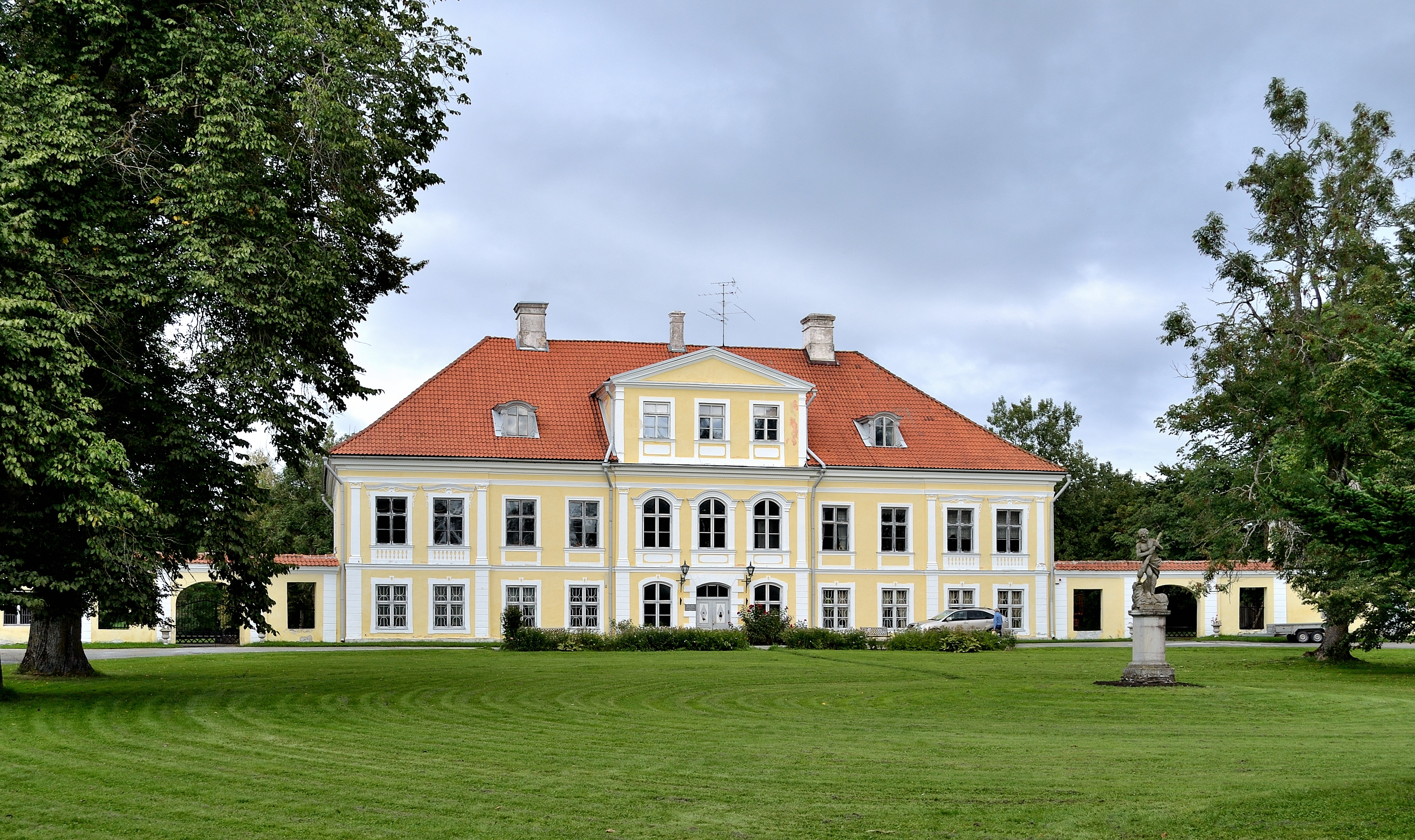
Le manoir de Saue.
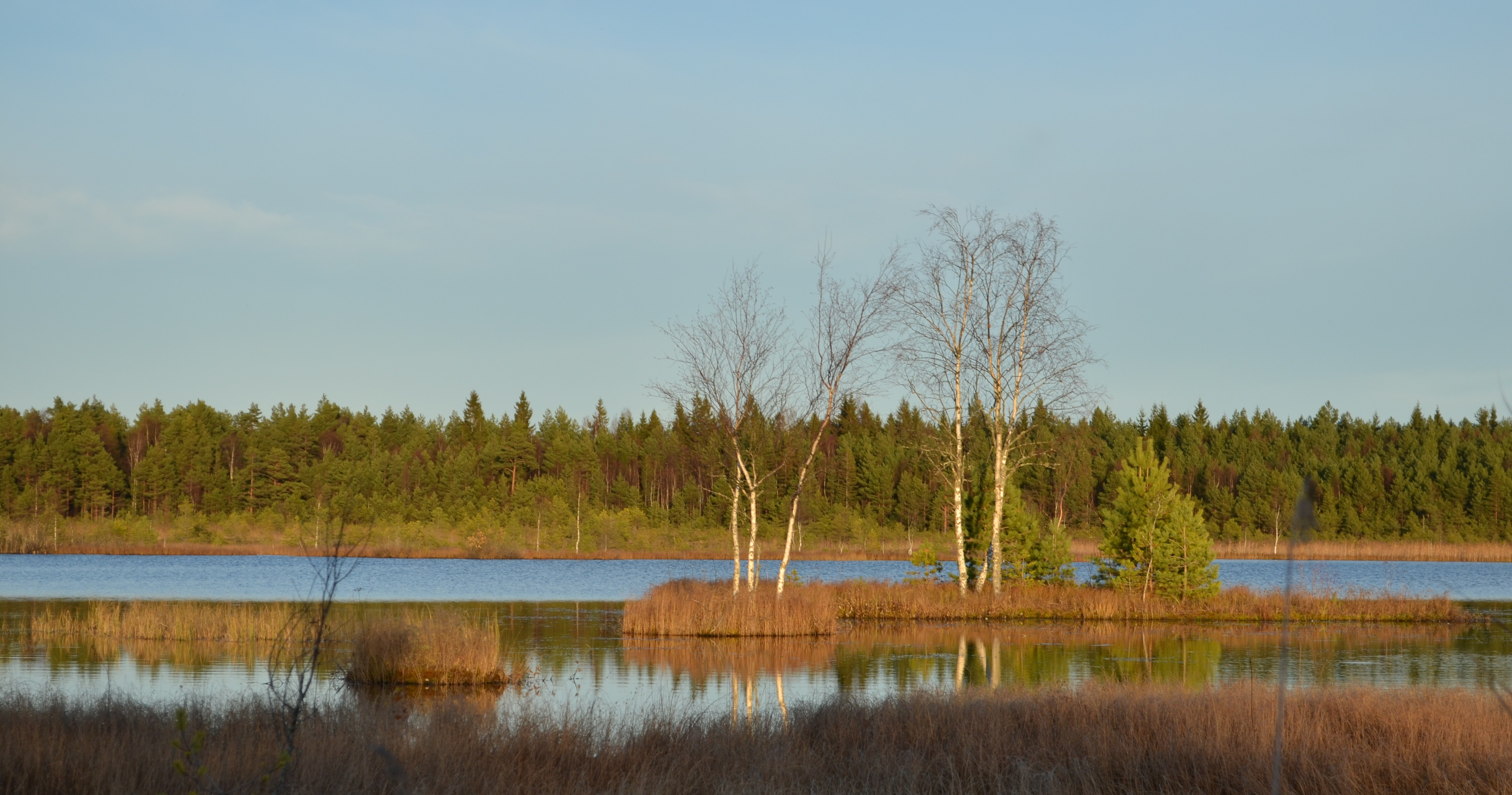
Le lac Laanemaa